# Rambaldo III di Collalto
Rambaldo III di Collalto (fl. XI secolo) è stato un nobile feudatario italiano.

## Biografia
Rambaldo III lo si ricorda principalmente per la  fondatore assieme alla madre, Gisla di Paoluccio dell'Abbazia della Nervesa a Nervesa della Battaglia.

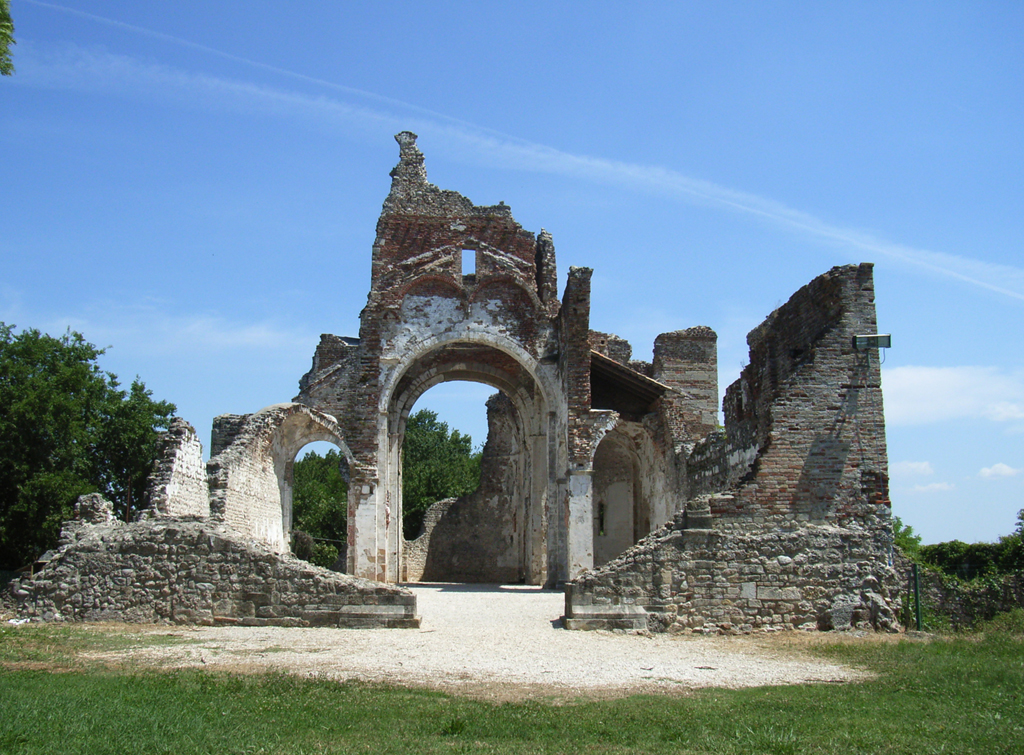
Resti dell'Abbazia della Nervesa, fondata da Rambaldo III e dalla madre Gisla

## Discendenza[3]
Di Rambaldo III è noto un figlio, avuto da una donna sconosciuta:
- Rambaldo IV di Collalto (floruit 1077-1091), conte nel Trevisano, che sposò Metilda di Burgundo, marchese di Borgogna.